# DR-Baureihe ET 55
Die Elektrotriebwagen der Baureihe ET 55 (ab 1968: Baureihe 455 der Deutschen Bundesbahn) waren als Schnelltriebwagen im Nahverkehr konzipiert.

## Geschichte

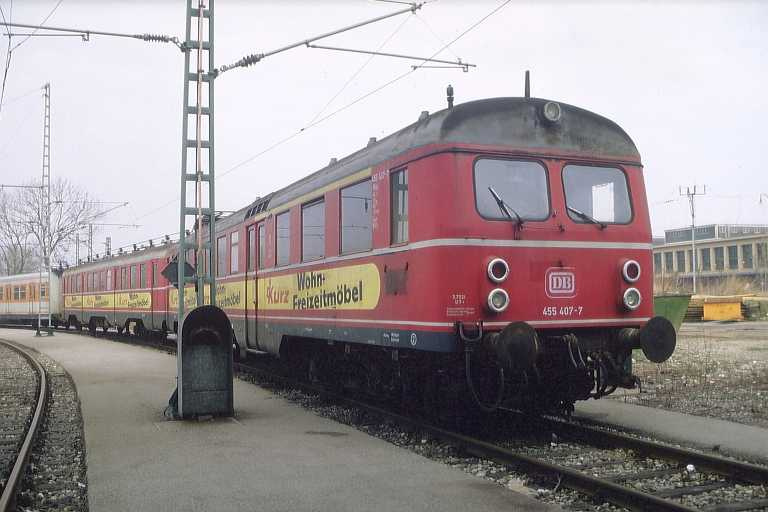
455 407 + Mittelwagen 1984 ausgemustert im Ausbesserungswerk München-Freimann

Der ET 55 entstand 1939 als Variante des ET 25 für Gebirgsstrecken in Schlesien. Vom ET 25 unterschied er sich durch die Übersetzung, so dass die Höchstgeschwindigkeit niedriger, die Anfahrzugkraft dagegen höher ausfiel. Auch die Bremse und der Raddurchmesser wurden geändert.
Die acht Triebwagen wurden seit einem größeren Umbauprogramm 1964 in der Zusammenstellung Triebwagen ET 55.0 + Mittelwagen ES 55 + Triebwagen ET 55.4, ab 1968 455.0 + 855.0 + 455.4 eingesetzt. Beheimatet waren sie stets in Baden-Württemberg, sie kamen unter anderem im Stuttgarter Vorortverkehr zum Einsatz.
Die Einheit 07 wurde am 30. November 1983 ausgemustert, die anderen sieben Einheiten folgten am 31. Juli 1984. Es ist kein Exemplar erhalten, die Baureihe wurde komplett verschrottet.